# Bebelis pseudolignosa
Bebelis pseudolignosa är en skalbaggsart som beskrevs av Stefan von Breuning 1942. Bebelis pseudolignosa ingår i släktet Bebelis och familjen långhorningar. Inga underarter finns listade.